# Farmingdale (New York)
Farmingdale is een dorp (village) in Nassau County centraal gelegen in Long Island in de Amerikaanse staat New York. Het dorp ligt in de town Oyster Bay en telde bij de census van 2020 8.466 inwoners.
Midtown Manhattan ligt 60 km naar het noordoosten en is via Farmingdale station ermee verbonden door de Ronkonkoma-tak van de Long Island Rail Road. Over de weg zijn de belangrijkste routes de Long Island Express en de Seaford Oyster Bay Express (New York State Route 135).
In het dorp ligt het Bethpage State Park, aan de voet van de Lenox Hills. In het State Park ligt de Bethpage State Park Golf Courses, een golfcomplex met vijf 18-holes golfbanen, locatie van de U.S. Open 2002 en 2009 en de Ryder Cup 2025. Rond de tijd van de Tweede Wereldoorlog werd Farmingdale een plaats voor de vliegtuigindustrie, met de vestiging van Republic Aviation, net ten oosten van het dorp Farmingdale op Republic Airport.